# П-15 «Тропа»
П-15 «Тропа» (индекс ГРАУ — 1РЛ13, по классификации МО США и НАТО — Flat Face A) — мобильная двухкоординатная радиолокационная станция дециметрового диапазона волн.

## Назначение
РЛС П-15 предназначена для своевременного обнаружения и сопровождения воздушных объектов, в пределах зоны видимости, определения государственной принадлежности и выдачи их координат (дальность, азимут) потребителям информации о воздушной обстановке.

## Технические характеристики
| Характеристики П-15                | Характеристики П-15 |
| ---------------------------------- | ------------------- |
| Импульсная мощность                | 300 кВт             |
| Максимальная дальность обнаружения | 140 км              |

## Комплектация
Дальномер смонтирован на 3-х прицепах:
- Шасси ЗИЛ-157, ЗИС-151.
- прицеп — электростанция.

## Модификации
За всё время эксплуатации были выпущены следующие модификации:
- П-15М «Тропа-М» — принята на вооружение в 1959 году.[2]
- П-15Н — принята на вооружение в 1962 году.[2]
- П-15НМ — принята на вооружение в 1970 году.[2]
- П-15Р.

## Галерея

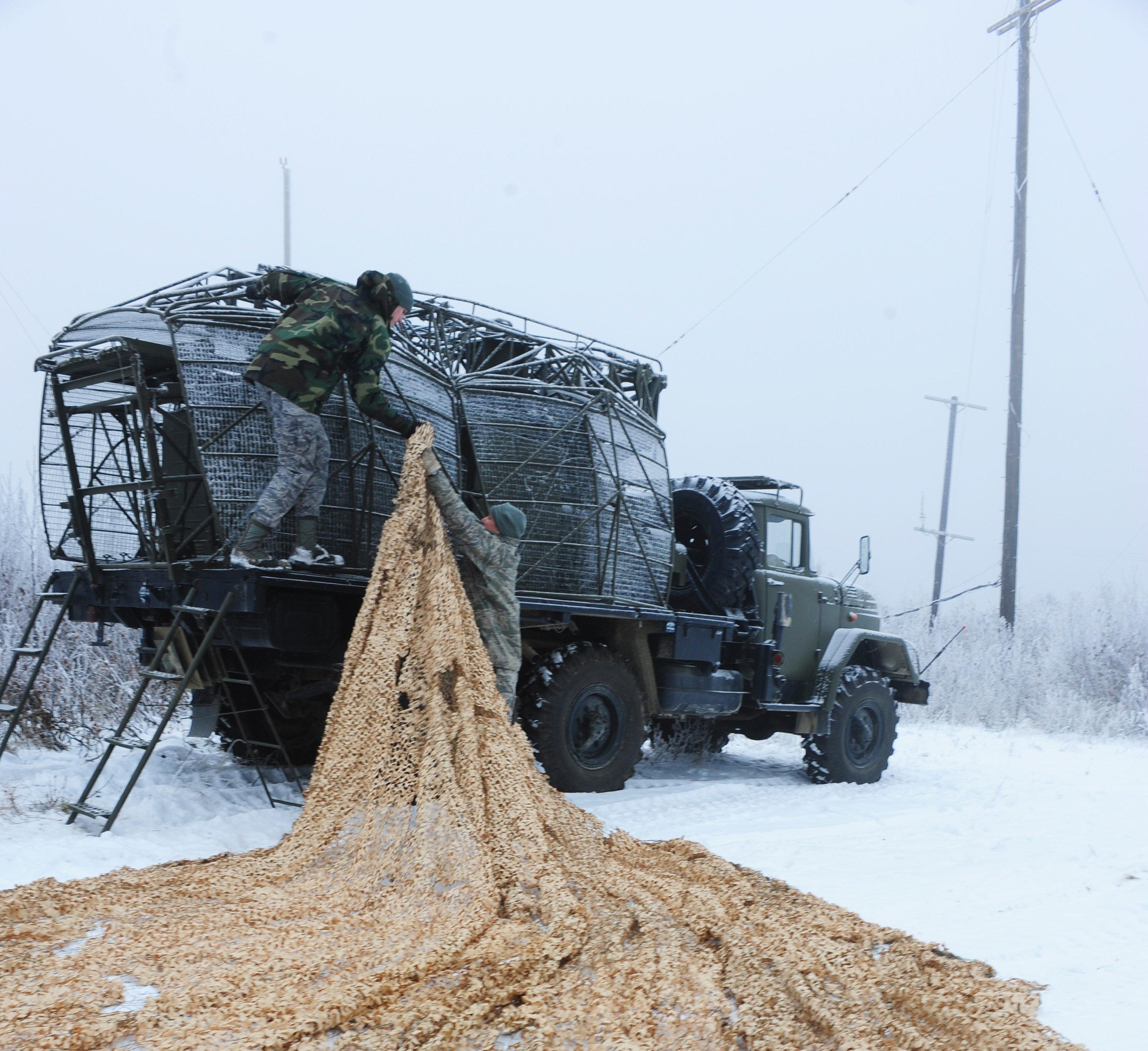
Походное состояние
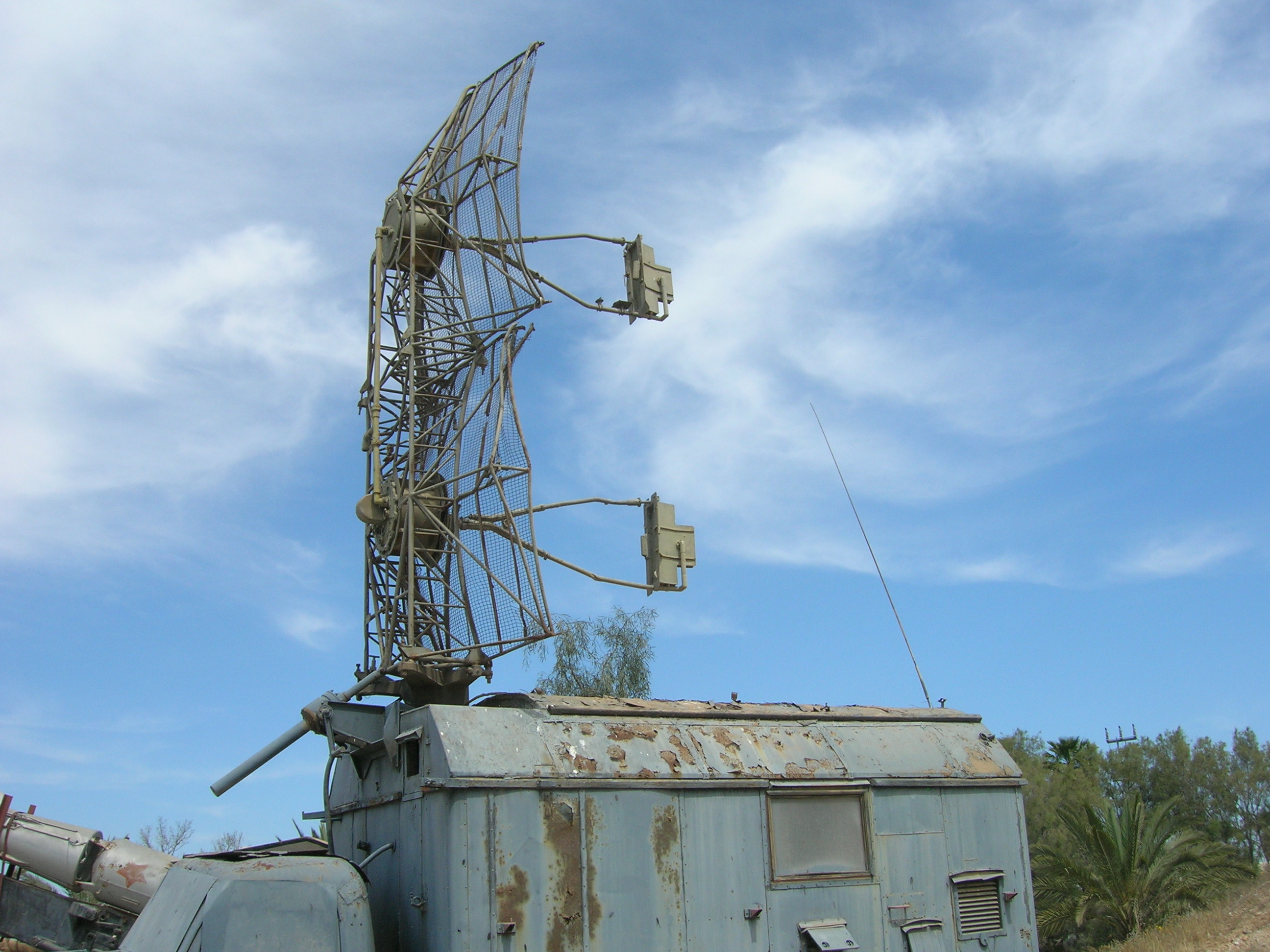
В музее авиабазы Хацерим, 2007 год
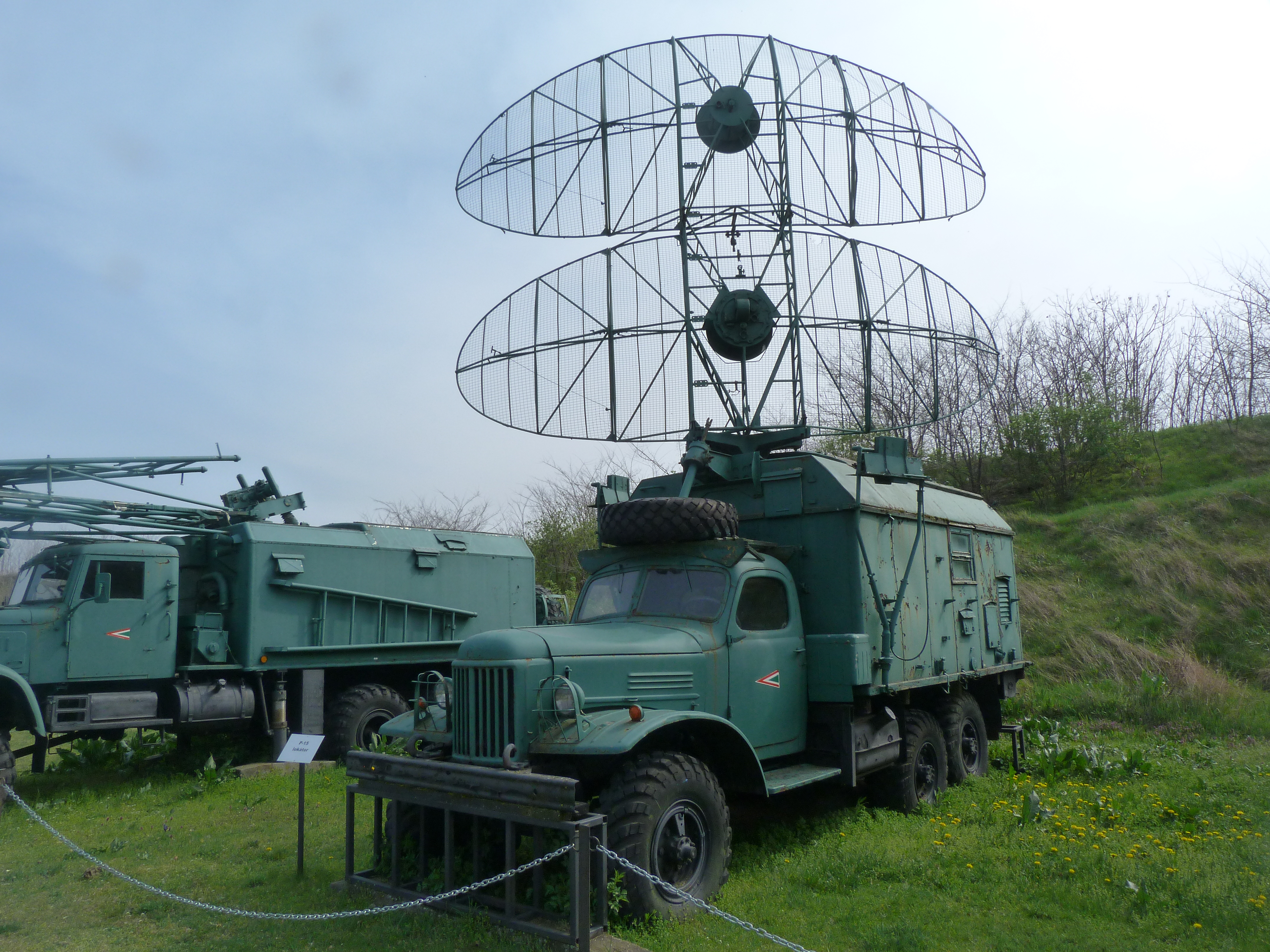
Походное состояние, грузовик Венгерской народной армии